# 沙里克-加查火山
沙里克-加查火山是2座印度尼西亞西蘇門答臘省的火山，該火山類型為火山碎屑錐。沙里克火山是由安山岩及玄武岩組成的火山錐，而加查火山則是安山岩及英安岩組成的火山錐，兩座火山相距10（6.2英里），呈東北－西南走向，兩火山間並有熔岩流景觀。目前未有該火山最後一次的確切噴發紀錄。